# Torre del Reformador
La Torre del Reformador és una torre de 71.85 metres (235.73 peus) construïda amb ferro galvanitzat i està situada en la 7a avinguda, 2 carrer zona 9 de la Ciutat de Guatemala. Va ser reconstruïda el 1935, per a commemorar el centèsim aniversari del naixement de Justo Rufino Barrios, qui fou President de Guatemala i instituí un munt de reformes. L'estructura bàsica és una rèplica de la Torre Eiffel. Estava construïda originalment amb una campana en la seua punta, però en 1986 se substituí per un reflector.